# Miklósházy Attila
Miklósházy Attila (Diósgyőr, 1931. április 5. – Pickering, Kanada, 2018. december 28.) Castellum Minus-i címzetes püspök, az emigrációban élő magyar katolikusok nyugalmazott püspöke.

## Pályafutása
Középiskolai tanulmányait a miskolci Fráter György Gimnáziumban, valamint a kalocsai Szent István Gimnáziumban végezte. 1949. augusztus 4-én lépett be a jezsuita rendbe. A rend 1950-es szétszóratása után a budapesti Hittudományi Akadémián végzett filozófiai tanulmányokat. Innen mint szerzetesnövendéket eltávolították, 1952 és 1956 között a budapesti Szent István Kórházban volt műtős, közben 1953 és 1955 között munkaszolgálatos katona.
1956-ban emigrált nyugatra. Filozófiai és teológiai tanulmányait Nyugat-Németországban, majd Kanadában, Torontóban fejezte be. 1961. június 18-án James Charles MacGuigan bíboros, akkori torontói érsek szentelte pappá.
1963 és 1964 között Montréalban a Loyola College-en teológiát oktatott. 1967 és 1974 között a Regis College-n, Torontóban a teológia professzora volt. Ez idő alatt a római Gregoriana Pápai Egyetemen doktori fokozatot szerzett teológiából. Disszertációjában kelet-szír eucharisztikus pneumatológiával foglalkozott.
1974 és 1984 között a University of St. Michael’s College teológia professzora, majd 1984 és 1996 között a torontói Szent Ágoston szeminárium dékánja.

### Püspöki pályafutása
II. János Pál pápa 1989. augusztus 12-én Castellum Minus-i címzetes püspöknek és az emigrációban élő magyarok püspökének nevezte ki. Püspökszentelésére Torontóban került sor, 1989. november 4-én.
Püspöksége során, amíg egészsége lehetővé tette, látogatta a nyugati magyarság templomait, igyekezett gondoskodni az egyre égetőbb utánpótlás kérdéséről. Részt vett a zsinat utáni liturgikus megújulás végrehajtásában, mint az Esztergom-Budapesti főegyházmegye és az Országos Liturgikus Tanács tagja.
75. születésnapját betöltve a kánonjog alapján beadta lemondását, melyet XVI. Benedek pápa 2006. április 5-én fogadott el. Utódja Cserháti Ferenc esztergom-budapesti segédpüspök lett.
2018. december 28-án, a Toronto melletti Pickeringben, a jezsuiták idősek otthonában elhunyt.

## Művei
- East-Syrian eucharistic pneumatology; Typis Pontificiae Universitatis Gregorianae, Róma, 1968
- Benedicamus Domino. Áldjuk az Urat! A liturgikus megújulás teológiai alapjai; Prugg, Eisenstadt, 1984
- Benedicamus Domino! Let us bless the Lord! The theological foundations of the liturgical renewal; Novalis, Toronto, 2001
- A tengerentúli emigráns magyar katolikus egyházi közösségek története Észak- és Dél-Amerikában, valamint Ausztráliában; összeáll. Miklósházy Attila; s.n., Toronto, 2005
- The origin and development of the Christian liturgy according to cultural epochs. Political, cultural, and ecclesial backgrounds. History of the liturgy; Edwin Mellen Press, Lewiston–Queenston–Lampeter, 2006
- A tengerentúli emigráns magyar katolikus egyházi közösségek története Észak- és Dél-Amerikában, valamint Ausztráliában, 1-5.; összeáll. Miklósházy Attila, sajtó alá rend. Ligeti Angelus, Kiss G. Barnabás; Szent István Társulat, Bp., 2008
- Magyar jezsuiták a nagyvilágban. A magyar rendtartomány külföldi részlegének (Sectio II) vázlatos története, 1949-1989-(2009); összeáll. Miklósházy Attila; Jézus Társasága Magyarországi Rendtartománya, Torontó–Bp., 2009 (Anima una-könyvek)
- Egy szív, egy lélek. Kipke Tamás és Elmer István beszélgetése Miklósházy Attilával, a külföldön élő magyarok nyugalmazott püspökével; Szent István Társulat, Bp., 2009 (Pásztorok)
- Találkozás és beszélgetés az élő Istennel. Bevezetés az eucharisztia titkába és a zsolozsmaimádság világába; Szent Gellért, Bp., 2009
- Jézus Szíve lelkiség a 21. században; Print Three, Toronto, 2010
- XVI. Benedek pápa: Az imádkozó ember. II. rész. A szerdai általános kihallgatások katekézisei. 2011. november 30-tól 2012. október 3-ig; ford. Miklósházy Attila; Miklósházy Attila, Bp.–Torontó, 2013